# Filiberto Lucchese
Filiberto Lucchese, vlastním jménem Filippo Alberto Lucchese, v německém prostředí často psán jako Luchese (26. prosince 1606, Melide – 21. května 1666, Vídeň) byl italský architekt, sochař a geometr. V polovině 17. století byl jedním z nejvýznamnějších vídeňských dvorních architektů, vytvořil řadu barokních staveb ve Vídni a na Moravě.

## Život a dílo
Narodil se v rodině Giovanniho Lucchese Mladšího a jeho manželky Elisabetty. Měl nejméně dva bratry, Domenica a Giovanni Battistu, a sestru Marii. Pocházel z rodu kameníků a stavitelů z italského města Lucca (odtud přízvisko Lucchese). Jeho děd, Alberto Lucchese, byl stavitelem ve službách královského místodržícího Ferdinanda Tyrolského a podílel se například na stavbě zámku Ambras, zemřel však ještě před Filibertovým narozením. Jeho praděd, Giovanni Lucchese Starší, stavěl letohrádek Hvězda v Praze.
O mládí a učňovských létech Filiberta Lucchese není nic bližšího známo. Před rokem 1640 sloužil ve vojsku císaře Ferdinanda III. jako vojenský inženýr a pravděpodobně se podílel na opravách a stavbách pevností v Uhersku, které měly bránit tureckému vpádu. Mezi léty 1640–1650 pracoval jako architekt a štukatér pro uherské rodiny Batthyányovců a Pálffyovců. Mimo jiné pracoval na barokní přestavbě zámků Bojnice, Stupava a Marchegg.
Do služeb rakouských císařů vstoupil podle vlastních slov už v roce 1640. Stal se císařským dvorním architektem. Prvním spolehlivě doloženým Luccheseho původním dílem pro císařský dvůr byla v letech 1645–1651 stavba Kaple sv. Brigitty ve Vídni, která posléze dala jméno celému městskému obvodu Brigittenau. Dalším jeho dílem byl poutní kostel Mariabrunn v Hadersdorfu. Ve službách císařského dvora se zabýval rovněž možností regulace a splavnění řek Traun a Morava.
Realizoval však i drobné stavby: 1646 castrum doloris pro zesnulou císařovnu Marii a 1665 castrum doloris pro španělského krále Filipa IV.
Od 50. let 17. století pracoval Lucchese pro pobělohorského zbohatlíka, štýrského hraběte Jana z Rottalu, který jako moravský zemský hejtman počal budovat rodovou doménu na Moravě a za své sídlo si zvolil Holešov. V Rottalových službách přestavěl v barokním stylu holešovský farní kostel Nanebevzetí P. Marie, na městském hřbitově postavil Kapli sv. Kříže (zmenšenou kopii Kaple sv. Brigitty) a především počal s přebudováním renesančního lobkovického zámku, který značně utrpěl za třicetileté války v honosné barokní sídlo, které stalo novým rodovým sídlem Rottalů.
Ve Vídni se podílel na stavbě kostela Kirche am Hof a leopoldinského traktu v Hofburgu. Pro Karla z Lichtenštejna-Kastelkornu, nového biskupa olomouckého, v roce 1665 naprojektoval výstavbu biskupské rezidence v Kroměříži. V únoru 1666 ještě vypracoval návrh na stavbu Černínského paláce, ale v květnu toho roku zemřel ve Vídni na prudkou horečku.
Na svých stavbách, ať už v císařském sídelním městě nebo v provinciích, Lucchese prosadil nový systém výtvarného řešení fasád (plošné odstupňování), kterým se inspirovali architekti až do konce 18. století. Na mnoha zakázkách s Filibertem spolupracoval i jeho mladší bratr Domenico, který byl úspěšným štukatérem. Také s ním spolupracovali členové italského stavitelského rodu Tencalla: Carpoforo Tencalla byl častým malířem fresek na Luccheseho stavbách a Giovanni Pietro Tencalla byl při mnoha zakázkách uváděn jako jeho společník. Po Luccheseho smrti G. P. Tencalla dokončil jeho rozdělané stavby a stal se jeho nástupcem rovněž v úřadě císařského dvorního architekta.

## Fotogalerie

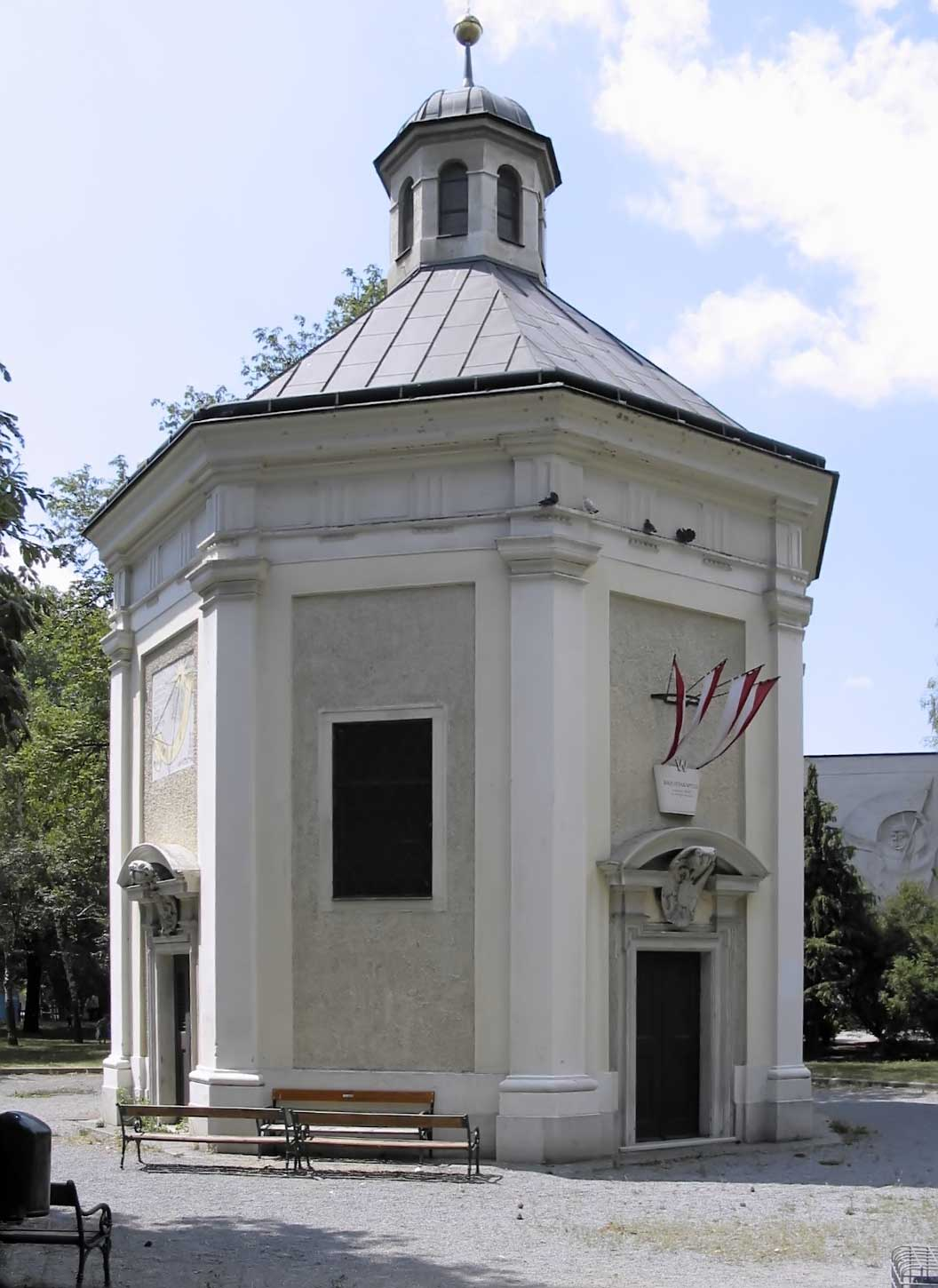
Kaple sv. Brigitty, Vídeň
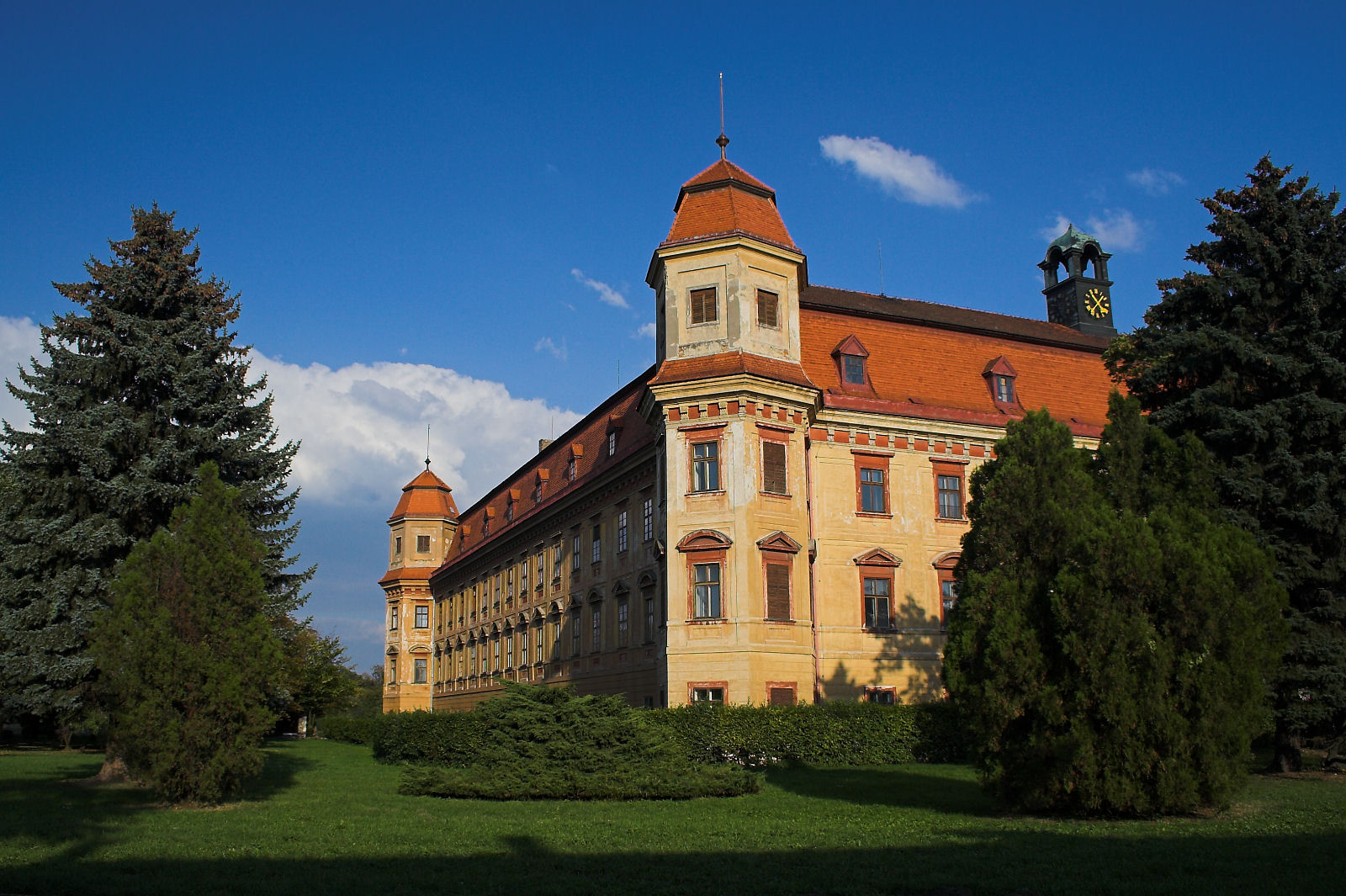
Zámek Holešov
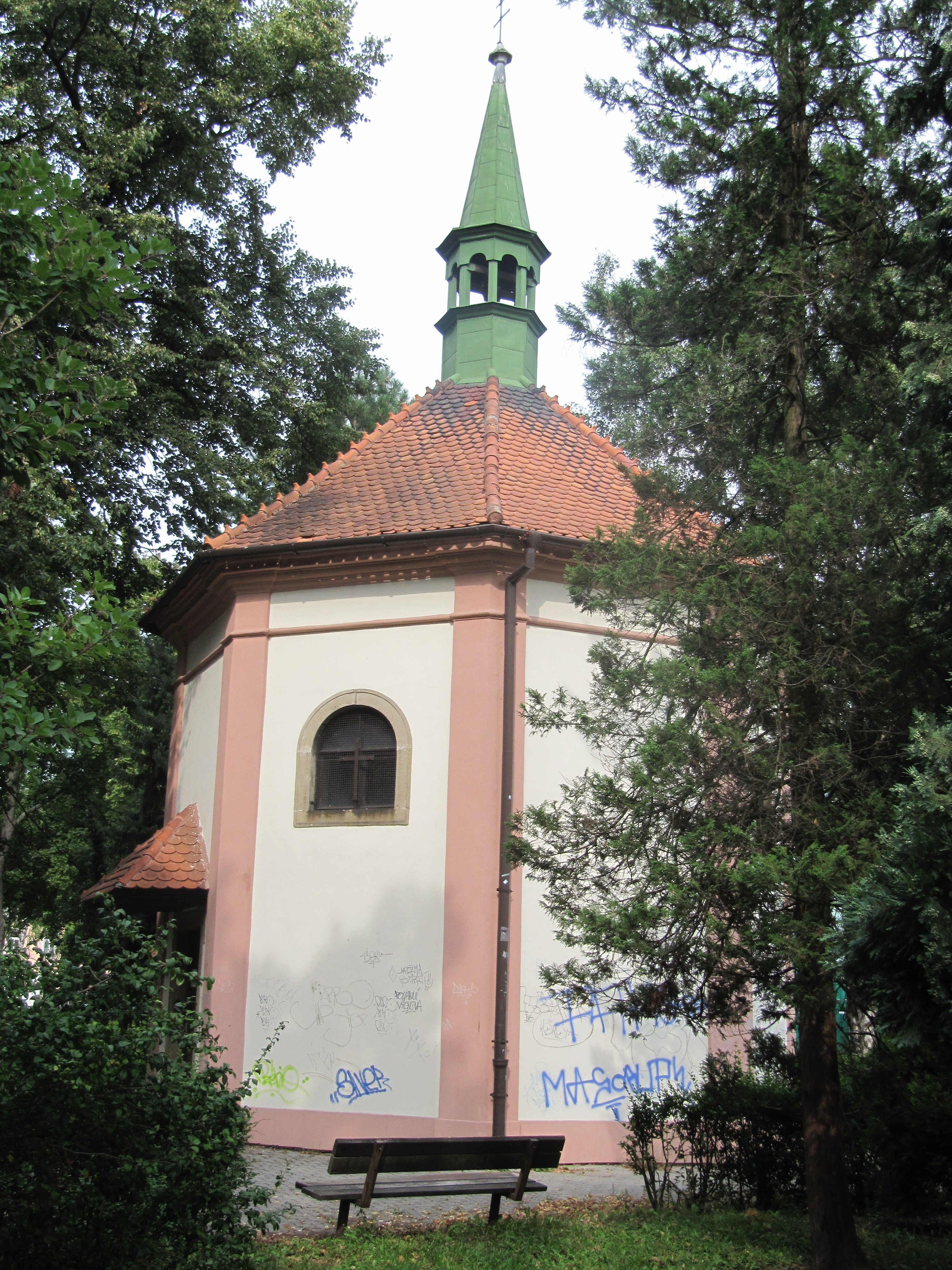
Kaple sv. Kříže, Holešov
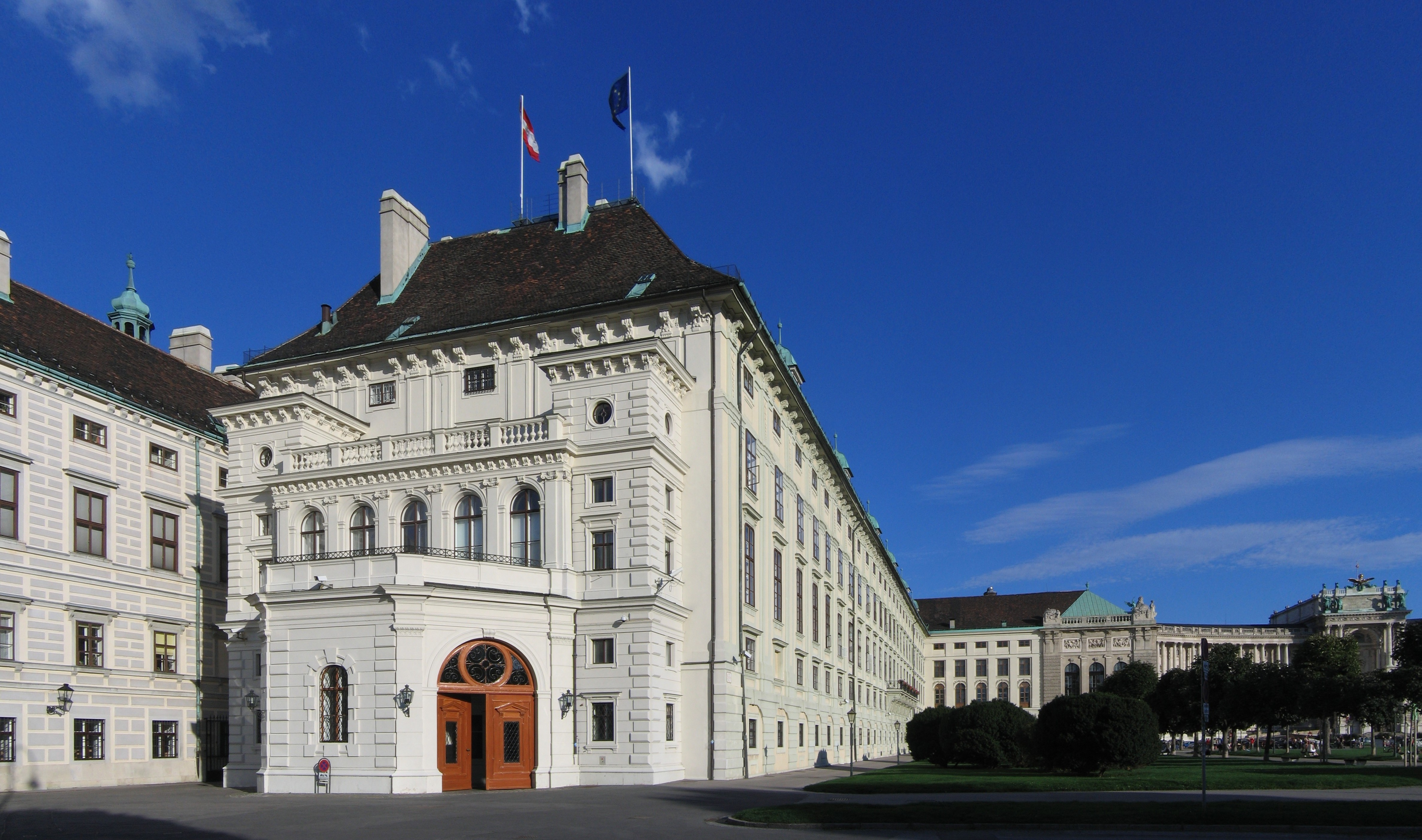
Leopoldinské křídlo Hofburgu
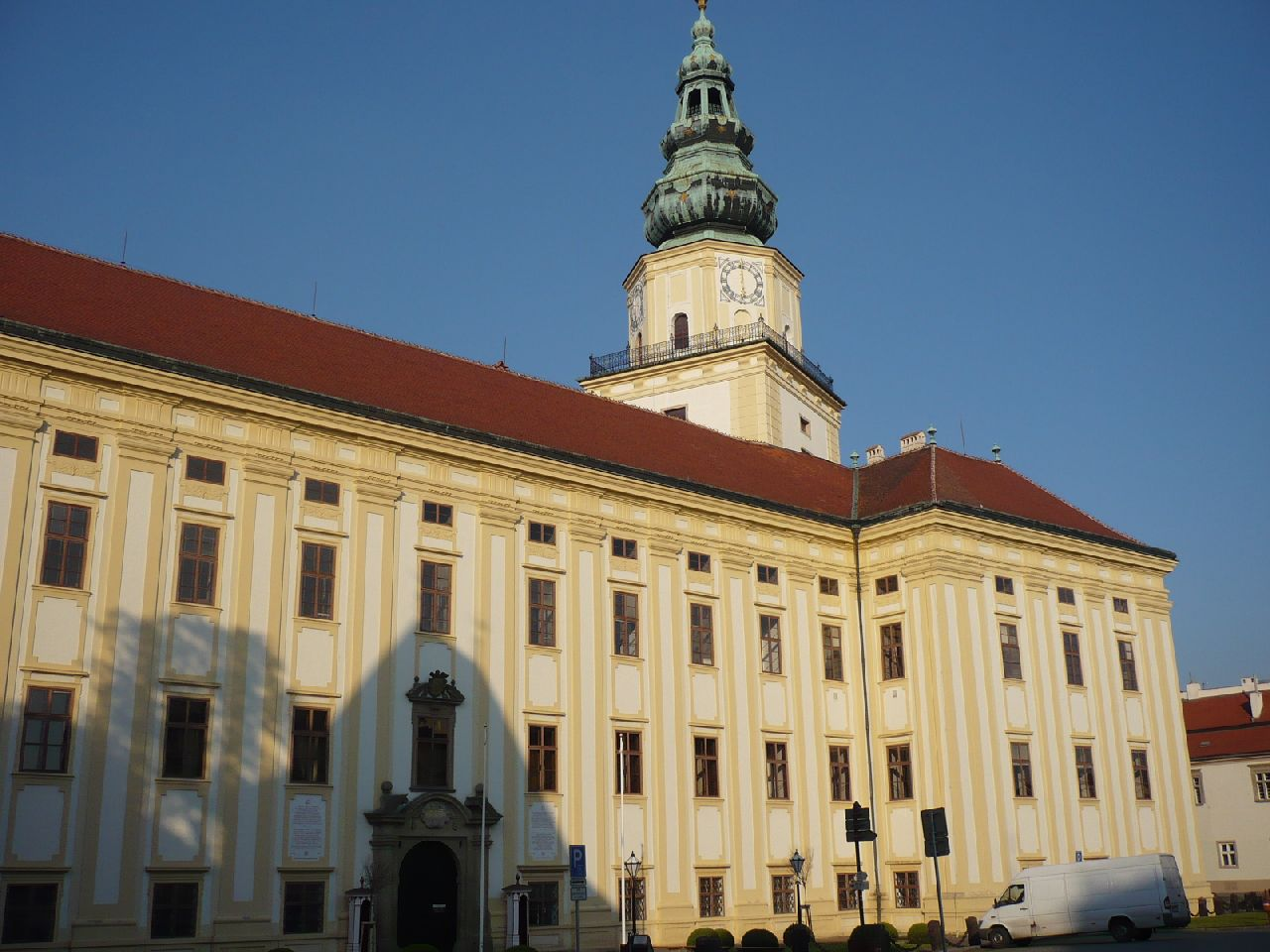
Arcibiskupský zámek Kroměříž